# Saint-Julien-sur-Calonne
Saint-Julien-sur-Calonne – miejscowość i gmina we Francji, w regionie Normandia, w departamencie Calvados.
Według danych na rok 1990 gminę zamieszkiwały 212 osoby, a gęstość zaludnienia wynosiła 25 osób/km² (wśród 1815 gmin Dolnej Normandii Saint-Julien-sur-Calonne plasuje się na 674. miejscu pod względem liczby ludności, natomiast pod względem powierzchni na miejscu 613.).